# Kaštel v Prievoze
Kaštel v Prievoze nebo Čákiho zámeček (dříve Csákyho zámeček) je kaštel, který dal postavit v blízkosti Bratislavy jako své letní sídlo hrabě Eugen Čáki, pravděpodobně v roce 1902. Objekt je z období zrajícího romantismu, ale vykazuje prvky eklekticismu a má nepravidelnou dispozici.

## Dějiny
V roce 1916 rozprodal Pavol Žolnajov jednotlivé části francouzské zahrady původně patřící k zámku. V 1933 stavbu spolu s malou částí parku koupily řádové sestry kongregace Dcer svatého Františka z Assisi, zřídily v kostele klášter a v budově původně sloužící jako konírna zřídily nemocnici.
Zámeček byl znárodněn v roce 1954 a v roce 1956 přebudován na geriatrické sanatorium. 
V roce 1989 stát objekt vrátil církvi a zámeček byl prohlášen za národní kulturní památku SR. Řádové sestry ve spolupráci s Krajským památkovým úřadem v Bratislavě a Ing. arch. Eduardem Šutekem provedly v letech 2003-2006 rekonstrukci. V roce 2005 vyhrál zámeček po rekonstrukci střechy 1. cenu v kategorii Šikmá střecha na Slovensku a 2. místo v kategorii Řemeslná práce. V roce 2006 vyhrál soutěž Kulturní památka roku.